# Župnija Motnik
Župnija Motnik je rimskokatoliška teritorialna župnija dekanije Kamnik nadškofije Ljubljana.